# روبرت جاي شيلبي
روبرت جاي شيلبي (بالإنجليزية: Robert J. Shelby) هو محامي وقاضي أمريكي، ولد في 13 مارس 1970 في فورت أتكينسون في الولايات المتحدة.